# Federico Longo
Federico Longo (Roma, 15 de enero de 1972) es un director de orquesta y compositor italiano.

## Vida
Comenzó a estudiar piano y composición en Roma con Robert W. Mann. Posee un Diploma de Estudios Avanzados de Dirección de Orquesta en la Academia de Música de Pescara con Donato Renzetti y el grado de Wiener Meisterkurse en la Hochschule für Musik de Viena.
Un estudiante de Gianluigi Gelmetti asistió, bajo su dirección durante cinco años, los cursos de Academia Chigiana de Siena, donde también recibió el Certificado de Mérito y el Diploma de Honor. En 2003 fue el ganador del premio de la Fundación "Boris Christoff".

## Carrera
Ha dirigido con éxito varias orquestas en Italia y en el extranjero, la cooperación mutua con el Orquesta Sinfónica de Melbourne, la Orquesta de la Radio de Bucarest, la Orquesta Sinfónica de Oulu, la Orquesta Filarmónica de Szczecin. Con el Sydney Symphony Orchestra ha trabajado en estrecha colaboración con los años desarrolló una intensa relación que, después de su debut en 2003 en los conciertos de la serie "Master", le llevó a participar en las cuatro ediciones de los conciertos "shock de lo nuevo" la serie "Meet the Music" de grabación para ABC.[cita requerida]
Alemania lideró el Robert Schumann Philharmonie, con quien realizó importantes producciones ( Eugene Onegin y La Bella Durmiente de Chaikovski) y Kammerphilharmonie Sächsische con el que también ha participado en la Wiederaufbaukonzert la Frauenkirche de Dresde. Director musical de la Kammerphilharmonie Berlin-Brandenburg, debutó en 2007 a Berlin Philharmonie.[cita requerida]
En Italia ha dirigido, entre otras, la Orquesta Filarmónica Arturo Toscanini, la Orquesta de la ópera de Roma, la Orquesta de la Teatro Carlo Felice en Génova, la Orquesta Sinfónica Sanremo.[cita requerida]
Partidario de la música contemporánea, ha dirigido numerosos estrenos mundiales, incluyendo'' El Emperador traje nuevo de Paolo Furlani, Archibald Sonivari de Mario Pagotto Las dos obras de Marco Betta sobre el tema de Andrea Camilleri El misterio de la cantante falso y ¿Qué le pasó a la pequeña Irene en la 60 ª semana Musicale Senese. Unánimes elogios que recibió su gestión de la producción de la Ópera de Roma trabajo de Saül Flavio Testi en la preparación de Pier Luigi Pizzi.[cita requerida]
Ha grabado para los conciertos de etiquetas Marc Aurel para piano y orquesta Mozart, y para el sello Genuin Leipzig, tres CD con música de C. P. E. Bach y Mendelssohn, obteniendo en 2006 el prestigioso Kaufempfehlung de Klassik.com.
Comprometida con la difusión de la música como un medio capaz de facilitar la comunicación y el intercambio intercultural, concibió y dirigió el espectáculo desde el 2004 Concierto para Etiopía y también es director musical de la Universidad Libre de Derechos, para lo cual fundó y dirige la LUNID que regularmente lleva a cabo un apreciado y un concierto digno de elogio.
En 2012 escribió y grabó como pianista en el CD La vena giusta del cristallo, 11 piezas para piano que "se refiere a un campo expresivo-arcaica concibe suena como algo que precede a cualquier palabra determinada y lógicamente cualquier concepto fundado. El álbum es producido por Maurizio Fabrizio y el título se inspira en una frase de Eugenio Montale.

## Discografía selecta
- Mozart, W. A.: Conciertos para piano n.º 20 & n.º 23 (Marc Aurel Edition, CD 2002)
- Bach, C. P. E.: Concierto para piano Wq 23 H 427 (Genuin Edition, CD 2006)
- Bach, C. P. E.: Concierto para piano Wq 26 H 430 (Genuin Edition, CD 2008)
- Longo, F.: La vena giusta del cristallo (Ottododici Edizioni Musicali, CD 2013)
- Longo, F.: L'arte del volo (Ottododici Edizioni Musicali; Vallegiovanni Edizioni CD 2015)
- Longo, F.: Concatenation (ApplausoUS - Valle Giovanni Edizioni Musicali CD 2018)
- Lindpaintner, P. J. von: Il vespro siciliano (Naxos 2018)